# Wisembach
Wisembach – miejscowość i gmina we Francji, w regionie Grand Est, w departamencie Wogezy.
Według danych na rok 1990 gminę zamieszkiwało 370 osób, a gęstość zaludnienia wynosiła 33 osób/km² (wśród 2335 gmin Lotaryngii Wisembach plasuje się na 687. miejscu pod względem liczby ludności, natomiast pod względem powierzchni na miejscu 520.).